# Réunions du Conseil européen
Les réunions du Conseil européen sont les réunions des chefs d'État et de gouvernement des États membres de l'Union européenne. La première de ces réunions date de 1975 et s'est tenue à Dublin ; celles-ci se tenaient dans différentes capitales et grandes villes de l'Union mais à partir de 2004, les rencontres se déroulent le plus souvent à Bruxelles, dans le bâtiment Europa qui est également le siège du Conseil de l'Union européenne.

## Période des Communautés européennes (1975 – 1992)
Durant cette période, les réunions sont dirigées par le chef d'État ou gouvernement du pays qui assure la présidence tournante du Conseil de l'Union européenne.
| Année | Date             | Lieu          | Président                | Notes |
| ----- | ---------------- | ------------- | ------------------------ | --- |
| 1975  | 10 - 11 mars     | Dublin        | Liam Cosgrave            | Conclusions du Conseil de Dublin. |
| 1975  | 16 - 17 juillet  | Bruxelles     | Aldo Moro                | Conclusions du Conseil de Bruxelles. |
| 1975  | 1er - 2 décembre | Rome          | Aldo Moro                | Conclusions du Conseil de Rome. |
| 1976  | 1er - 2 avril    | Luxembourg    | Gaston Thorn             | Conclusions du Conseil de Luxembourg. |
| 1976  | 12 - 13 juillet  | Bruxelles     | Joop den Uyl             | Conclusions du Conseil de Bruxelles. |
| 1976  | 29 - 30 novembre | La Haye       | Joop den Uyl             | Conclusions du Conseil de La Haye. |
| 1977  | 25 - 27 mars     | Rome          | James Callaghan          | (en) Conclusions du Conseil de Rome. |
| 1977  | 29 - 30 juin     | Londres       | James Callaghan          | Conclusions du Conseil de Londres. |
| 1977  | 5 - 6 décembre   | Bruxelles     | Leo Tindemans            | Conclusions du Conseil de Bruxelles. |
| 1978  | 7 - 8 avril      | Copenhague    | Anker Jørgensen          | Conclusions du Conseil de Copenhague. |
| 1978  | 6 - 7 juillet    | Brême         | Helmut Schmidt           | Conclusions du Conseil de Brême. |
| 1978  | 4 - 5 décembre   | Bruxelles     | Helmut Schmidt           | Conclusions du Conseil de Bruxelles. |
| 1979  | 12 - 13 mars     | Paris         | Valéry Giscard d'Estaing | Conclusions du Conseil de Paris. |
| 1979  | 21 - 22 juin     | Strasbourg    | Valéry Giscard d'Estaing | Conclusions du Conseil de Strasbourg. |
| 1979  | 29 - 30 novembre | Dublin        | Jack Lynch               | Conclusions du Conseil de Dublin. |
| 1980  | 27 - 28 avril    | Luxembourg    | Francesco Cossiga        | Conclusions du Conseil de Luxembourg. |
| 1980  | 12 - 13 juin     | Venise        | Francesco Cossiga        | Conclusions du Conseil de Venise. |
| 1980  | 1er - 2 décembre | Luxembourg    | Pierre Werner            | Conclusions du Conseil de Luxembourg. |
| 1981  | 23 - 24 mars     | Maastricht    | Dries van Agt            | Conclusions du Conseil de Maastricht. |
| 1981  | 29 - 30 juin     | Luxembourg    | Dries van Agt            | Conclusions du Conseil de Luxembourg. |
| 1981  | 26 - 27 novembre | Londres       | Margaret Thatcher        | Conclusions du Conseil de Londres. |
| 1982  | 29 - 30 mars     | Bruxelles     | Wilfried Martens         | Conclusions du Conseil de Bruxelles. |
| 1982  | 28 - 29 juin     | Bruxelles     | Wilfried Martens         | Conclusions du Conseil de Bruxelles. |
| 1982  | 3 - 4 décembre   | Copenhague    | Poul Schlüter            | Conclusions du Conseil de Copenhague. |
| 1983  | 21 - 22 mars     | Bruxelles     | Helmut Kohl              | Conclusions du Conseil de Bruxelles. |
| 1983  | 17 - 19 juin     | Stuttgart     | Helmut Kohl              | Conclusions du Conseil de Stuttgart. |
| 1983  | 4 - 6 décembre   | Athènes       | Andreas Papandreou       | (en) Conclusions du Conseil d'Athènes. |
| 1984  | 19 - 20 mars     | Bruxelles     | François Mitterrand      | (en) Conclusions du Conseil de Bruxelles. |
| 1984  | 25 - 26 juin     | Fontainebleau | François Mitterrand      | Conclusions du Conseil de Fontainebleau. Accord sur le rabais britannique au budget de l'UE. |
| 1984  | 3 - 4 décembre   | Dublin        | Garret FitzGerald        | Conclusions du Conseil de Dublin. |
| 1985  | 29 - 30 mars     | Bruxelles     | Bettino Craxi            | Conclusions du Conseil de Bruxelles. Initiation des conférences intergouvernementales, pendant lesquelles l'Acte unique a été négocié.                                                                                              |
| 1985  | 28 - 29 juin     | Milan         | Bettino Craxi            | Conclusions du Conseil de Milan. |
| 1985  | 2 - 3 décembre   | Luxembourg    | Jacques Santer           | Conclusions du Conseil de Luxembourg. |
| 1986  | 26 - 27 juin     | La Haye       | Ruud Lubbers             | Conclusions du Conseil de La Haye. |
| 1986  | 5 - 6 décembre   | Londres       | Margaret Thatcher        | Conclusions du Conseil de Londres. |
| 1987  | 29 - 30 juin     | Bruxelles     | Wilfried Martens         | Conclusions du Conseil de Bruxelles. |
| 1987  | 4 - 5 décembre   | Copenhague    | Poul Schlüter            | (en) Conclusions du Conseil de Copenhague. |
| 1988  | 11 - 13 février  | Bruxelles     | Helmut Kohl              | Conclusions du Conseil de Bruxelles. |
| 1988  | 27 - 28 juin     | Hanovre       | Helmut Kohl              | Conclusions du Conseil de Hanovre. |
| 1988  | 2 - 3 décembre   | Rhodes        | Andreas Papandreou       | Conclusions du Conseil de Rhodes. |
| 1989  | 26 - 27 juin     | Madrid        | Felipe González          | Conclusions du Conseil de Madrid. |
| 1989  | 18 novembre      | Paris         | François Mitterrand      | (en) Conclusions du Conseil de Paris. Conseil informel. |
| 1989  | 8 - 9 décembre   | Strasbourg    | François Mitterrand      | Conclusions du Conseil de Strasbourg. Double accord sur le principe de la réunification allemande et de l'intégration de la RDA dans la CEE et sur la réalisation de l'Union économique et monétaire.                               |
| 1990  | 28 avril         | Dublin        | Charles Haughey          | Conclusions du Conseil de Dublin. Accord sur la réalisation de l'Union politique. |
| 1990  | 25 - 26 juin     | Dublin        | Charles Haughey          | Conclusions du Conseil de Dublin. Accord sur l'ouverture le 14 décembre 1990 de deux conférences intergouvernementales, l'une relative aux étapes finales de l'Union économique et monétaire, l'autre relative à l'Union politique. |
| 1990  | 27 - 28 octobre  | Rome          | Giulio Andreotti         | (en) Conclusions du Conseil de Rome. |
| 1990  | 14 - 15 décembre | Rome          | Giulio Andreotti         | Conclusions du Conseil de Rome. |
| 1991  | 8 avril          | Luxembourg    | Jacques Santer           | (en) Conclusions du Conseil de Luxembourg. |
| 1991  | 28 - 29 juin     | Luxembourg    | Jacques Santer           | Conclusions du Conseil de Luxembourg. |
| 1991  | 9 - 10 décembre  | Maastricht    | Ruud Lubbers             | Conclusions du Conseil de Maastricht. Signature du traité de Maastricht. |
| 1992  | 26 - 27 juin     | Lisbonne      | Aníbal Cavaco Silva      | Conclusions du Conseil de Lisbonne. |
| 1992  | 16 octobre       | Birmingham    | John Major               | Conclusions du Conseil de Birmingham. |
| 1992  | 11 - 12 décembre | Édimbourg     | John Major               | Conclusions du Conseil d'Édimbourg. Accord d’Édimbourg accordant des exemptions au Danemark concernant le traité de Maastricht afin d'obtenir sa ratification, sans quoi le traité ne pouvait entrer en vigueur.                    |

## Période de l'Union européenne jusqu'au traité de Lisbonne (1993 - 2009)
| Année | Date             | Lieu                 | Président              | Notes |
| ----- | ---------------- | -------------------- | ---------------------- | --- |
| 1993  | 21 - 22 juin     | Copenhague           | Poul Nyrup Rasmussen   | Conclusions du Conseil de Copenhague. Accord sur les critères de Copenhague concernant l'accession à l'UE des pays candidats. |
| 1993  | 29 octobre       | Bruxelles            | Jean-Luc Dehaene       | (en) Conclusions du Conseil de Bruxelles. Entrée en vigueur du traité sur l'Union européenne le 1er novembre 1993. |
| 1993  | 10 - 11 décembre | Bruxelles            | Jean-Luc Dehaene       | Conclusions du Conseil de Bruxelles. |
| 1994  | 24 - 25 juin     | Corfou               | Andreas Papandreou     | Conclusions du Conseil de Corfou. Signature du traité d'accession à l'UE de l'Autriche, de la Finlande, de la Suède et de la Norvège (qui ne l'a pas ratifié). |
| 1994  | 24 - 25 juin     | Essen                | Helmut Kohl            | Conclusions du Conseil d'Essen. |
| 1995  | 26 - 27 juin     | Cannes               | Jacques Chirac         | Conclusions du Conseil de Cannes. |
| 1995  | 15 - 16 décembre | Madrid               | Felipe González        | Conclusions du Conseil de Madrid. |
| 1996  | 29 - 30 mars     | Turin                | Lamberto Dini          | Conclusions du Conseil de Turin. Convocation d'une conférence intergouvernementale en vue de la révision des traités européens afin d’assurer une meilleure efficacité des institutions communautaires dans la perspective des élargissements futurs. |
| 1996  | 21 - 22 juin     | Florence             | Romano Prodi           | Conclusions du Conseil de Florence. |
| 1996  | 13 - 14 décembre | Dublin               | John Bruton            | Conclusions du Conseil de Dublin. |
| 1997  | 16 - 17 juin     | Amsterdam            | Wim Kok                | Conclusions du Conseil d'Amsterdam. Accord sur les résultats de la CIG relative à la révision des traités. Le traité d'Amsterdam sera signé le 2 octobre 1997 par les ministres des Affaires étrangères. Adoption de résolutions sur le Pacte de stabilité et de croissance, et sur la croissance et l'emploi. |
| 1997  | 20 - 21 novembre | Luxembourg           | Jean-Claude Juncker    | Conclusions du Conseil de Luxembourg. Réunion extraordinaire du Conseil européen sur l'emploi. |
| 1997  | 12 - 13 décembre | Luxembourg           | Jean-Claude Juncker    | Conclusions du Conseil de Luxembourg. Décision de lancer le processus d'élargissement aux dix États candidats d'Europe centrale et orientale (PECO) et Chypre. |
| 1998  | 3 mai            | Bruxelles            | Tony Blair             | Décision du Conseil de l'UE réuni au niveau des chefs d'État ou de gouvernement. Décision sur la liste des 11 États qui entreront dans la 3e étape de l'union économique et monétaire et dont l'euro deviendra leur monnaie commune. |
| 1998  | 15 - 16 juin     | Cardiff              | Tony Blair             | Conclusions du Conseil de Cardiff. |
| 1998  | 11 - 12 décembre | Vienne               | Viktor Klima           | Conclusions du Conseil de Vienne. |
| 1999  | 25 - 26 mars     | Berlin               | Gerhard Schröder       | Conclusions du Conseil de Cologne. Agenda 2000. |
| 1999  | 3 - 4 juin       | Cologne              | Gerhard Schröder       | Conclusions du Conseil de Cologne. Décision de convoquer début 2000 une nouvelle CIG de révision des traités (elle sera lancée en février 2000 par le Conseil de l'UE). Décision de la rédaction d'une Charte des droits fondamentaux de l'Union européenne. Nomination de Javier Solana comme Haut représentant pour la Politique étrangère et de sécurité commune. Accord sur une politique commune vis-à-vis de la Russie. Adoption d'une déclaration sur le Kosovo. Déclaration de Saint-Malo sur la politique européenne de sécurité et de défense. |
| 1999  | 15 - 16 octobre  | Tampere              | Paavo Lipponen         | Conclusions du Conseil de Tampere. Espace de liberté, de sécurité et de justice. |
| 1999  | 10 - 11 décembre | Helsinki             | Paavo Lipponen         | Conclusions du Conseil de Helsinki. |
| 2000  | 23 - 24 mars     | Lisbonne             | António Guterres       | Conclusions du Conseil de Lisbonne. Accord sur la stratégie de Lisbonne. |
| 2000  | 19 - 20 juin     | Santa Maria da Feira | António Guterres       | Conclusions du Conseil de Santa Maria da Feira. Accord pour autoriser l'entrée de la Grèce dans la zone euro. |
| 2000  | 13 - 14 octobre  | Biarritz             | Jacques Chirac         | Compte rendu du Conseil européen informel de Biarritz. |
| 2000  | 7 - 9 décembre   | Nice                 | Jacques Chirac         | Conclusions du Conseil de Nice. Accord sur les résultats de la CIG relative à la révision des traités. Le traité de Nice sera signé le 26 février 2001 par les ministres des Affaires étrangères. Adoption de la Charte des droits fondamentaux de l'Union européenne. |
| 2001  | 23 - 24 mars     | Stockholm            | Göran Persson          | Conclusions du Conseil de Stockholm. |
| 2001  | 15 - 16 juin     | Göteborg             | Göran Persson          | Conclusions du Conseil de Göteborg. Sommet portant sur l'élargissement de l'Union européenne, le développement durable, la croissance économique et les réformes structurelles. |
| 2001  | 21 septembre     | Bruxelles            | Guy Verhofstadt        | Conclusions du Conseil de Bruxelles. Conseil extraordinaire à la suite des attentats du 11 septembre 2001. |
| 2001  | 19 octobre       | Gand                 | Guy Verhofstadt        | Conclusions du Conseil de Gand. |
| 2001  | 14 - 15 décembre | Laeken               | Guy Verhofstadt        | Conclusions du Conseil de Laeken. Adoption de la Déclaration de Laeken sur l'avenir de l'Europe, qui établit la Convention européenne chargée de préparer le traité établissant une constitution pour l'Europe. Accord sur de nouvelles mesures dans la sphère de la Justice et des Affaires intérieures (JAI), dont sur le mandat d'arrêt européen, sur le système européen d'identification des visas (SIVE) et sur une définition commune du terrorisme. |
| 2002  | 15 - 16 mars     | Barcelone            | José María Aznar López | Conclusions du Conseil de Barcelone. Demande à la Commission de préparer le plan eEurope 2005 dans le cadre de la société de l'information. |
| 2002  | 21 - 22 juin     | Séville              | José María Aznar López | Conclusions du Conseil de Séville. Décision de réorganiser la manière dont se tiennent les Conseils européens. Lie les questions d'asile et d'immigration à la politique extérieure de l'UE, dans le cadre de l'externalisation de l'asile et du « codéveloppement ». Dans ses conclusions, le Conseil demande « instamment que, dans tout futur accord de coopération, accord d'association ou accord équivalent que l'Union européenne ou la Communauté européenne conclura avec quelque pays que ce soit, soit insérée une clause sur la gestion conjointe des flux migratoires ainsi que sur la réadmission obligatoire en cas d'immigration illégale ». |
| 2002  | 24 - 25 octobre  | Bruxelles            | Anders Fogh Rasmussen  | Conclusions du Conseil de Bruxelles. |
| 2002  | 12 - 13 décembre | Copenhague           | Anders Fogh Rasmussen  | Conclusions du Conseil de Copenhague. |
| 2003  | 17 février       | Bruxelles            | Costas Simitis         | Conclusions du Conseil de Bruxelles. Conseil extraordinaire sur l'Irak, qui est envahi le mois suivant par une coalition menée par les États-Unis. |
| 2003  | 20 - 21 mars     | Bruxelles            | Costas Simitis         | Conclusions du Conseil de Bruxelles. |
| 2003  | 16 - 17 avril    | Athènes              | Costas Simitis         | Conclusions du Conseil d'Athènes. Signature du traité d'Athènes concernant le 5e élargissement de l'UE (Chypre, Estonie, Hongrie, Lettonie, Lituanie, Malte, Pologne, Slovaquie, Slovénie, République tchèque). |
| 2003  | 19 - 21 juin     | Thessalonique        | Costas Simitis         | Conclusions du Conseil de Thessalonique. Aborde les questions d'immigration, de droit d'asile ; la situation en Irak et au Moyen-Orient ; la nomination du prochain CE. Il est suivi du Sommet Union européenne - Balkans occidentaux concernant les progrès des pays des Balkans dans le processus d'adhésion à l'UE. |
| 2003  | 4 octobre        | Rome                 | Silvio Berlusconi      | Conclusions du Conseil de Rome. Début de la conférence intergouvernementale sur la constitution européenne. |
| 2003  | 16 - 17 octobre  | Bruxelles            | Silvio Berlusconi      | Conclusions du Conseil de Bruxelles. |
| 2003  | 12 - 13 décembre | Bruxelles            | Silvio Berlusconi      | Conclusions du Conseil de Bruxelles. |
| 2004  | 25 - 26 mars     | Bruxelles            | Bertie Ahern           | Conclusions du Conseil de Bruxelles. |
| 2004  | 17 - 18 juin     | Bruxelles            | Bertie Ahern           | Conclusions du Conseil de Bruxelles. Demande d'élaboration d'une stratégie européenne de protection des infrastructures critiques. |
| 2004  | 4 - 5 novembre   | Bruxelles            | Jan Peter Balkenende   | Conclusions du Conseil de Bruxelles. |
| 2004  | 16 - 17 décembre | Bruxelles            | Jan Peter Balkenende   | Conclusions du Conseil de Bruxelles. |
| 2005  | 22 - 23 mars     | Bruxelles            | Jean-Claude Juncker    | Conclusions du Conseil de Bruxelles. |
| 2005  | 16 - 17 juin     | Bruxelles            | Jean-Claude Juncker    | Conclusions du Conseil de Bruxelles. |
| 2005  | 27 octobre       | Hampton Court        | Tony Blair             | Conclusions du Conseil de Hampton Court. Conseil informel sur la mondialisation. |
| 2005  | 15 - 16 décembre | Bruxelles            | Tony Blair             | Conclusions du Conseil de Bruxelles. |
| 2006  | 23 - 24 mars     | Bruxelles            | Wolfgang Schüssel      | Conclusions du Conseil de Bruxelles. |
| 2006  | 15 - 16 juin     | Bruxelles            | Wolfgang Schüssel      | Conclusions du Conseil de Bruxelles. Accord sur l'entrée de la Slovénie dans la zone euro. |
| 2006  | 20 octobre       | Lahti                | Matti Vanhanen         | Conclusions du Conseil de Lahti. Conseil informel et rencontre avec le président russe Vladimir Poutine au palais Sibelius. |
| 2006  | 14 - 15 décembre | Bruxelles            | Matti Vanhanen         | Conclusions du Conseil de Bruxelles. |
| 2007  | 8 - 9 mars       | Bruxelles            | Angela Merkel          | Conclusions du Conseil de Bruxelles. |
| 2007  | 21 - 22 juin     | Bruxelles            | Angela Merkel          | Conclusions du Conseil de Bruxelles. Abandon du projet de Constitution européenne et accord sur le traité modificatif des traités existants. Accueil favorable à Malte et Chypre pour avoir adopté l'euro au 1er janvier 2008. |
| 2007  | 18 - 19 octobre  | Lisbonne             | José Sócrates          | Conseil informel sans conclusions officielles. Accord entre les Vingt-Sept sur le traité institutionnel modificatif des traités existants (dit traité de Lisbonne). Échanges informels sur le changement climatique et la crise des subprimes. |
| 2007  | 13 - 14 décembre | Lisbonne Bruxelles   | José Sócrates          | Conclusions du Conseil de Bruxelles. Signature du traité de Lisbonne réformant les institutions européennes le 13 décembre, Conseil européen à Bruxelles le lendemain. |
| 2008  | 13 - 14 mars     | Bruxelles            | Janez Janša            | Conclusions du Conseil de Bruxelles. Accord sur un calendrier et sur les principes d'une politique énergétique et sur le changement climatique. |
| 2008  | 19 - 20 juin     | Bruxelles            | Janez Janša            | Conclusions du Conseil de Bruxelles. |
| 2008  | 13 - 14 juillet  | Paris                | Bernard Kouchner       | Déclaration commune du sommet de Paris pour la Méditerranée. |
| 2008  | 1er septembre    | Bruxelles            | Bernard Kouchner       | Conclusions du Conseil de Bruxelles. Sommet extraordinaire sur les relations entre la Russie et l'Union européenne (guerre d'Ossétie du Sud). |
| 2008  | 15 - 16 octobre  | Bruxelles            | Bernard Kouchner       | Conclusions du Conseil de Bruxelles. Adoption du « Pacte européen sur l'immigration et l'asile » (cf. Réseau européen des migrations). |
| 2008  | 11 - 12 décembre | Bruxelles            | Bernard Kouchner       | Conclusions du Conseil de Bruxelles. Sommet sur la crise économique de 2008. |
| 2009  | 1er mars         | Bruxelles            | Karel Schwarzenberg    | Conclusions du Conseil de Bruxelles. Sommet extraordinaire sur la crise économique de 2008. |
| 2009  | 19 - 20 mars     | Bruxelles            | Karel Schwarzenberg    | Conclusions du Conseil de Bruxelles. |
| 2009  | 5 avril          | Prague               | Jan Kohout             | Visite de Barack Obama. |
| 2009  | 18 - 19 juin     | Bruxelles            | Jan Kohout             | Conclusions du Conseil de Bruxelles. |
| 2009  | 17 septembre     | Bruxelles            | Fredrik Reinfeldt      | Conclusions du Conseil de Bruxelles. Sommet extraordinaire : préparation du sommet du G20 de Pittsburgh de septembre 2009. |
| 2009  | 29 - 30 octobre  | Bruxelles            | Fredrik Reinfeldt      | Conclusions du Conseil de Bruxelles. |
| 2009  | 19 novembre      | Bruxelles            | Fredrik Reinfeldt      | Conclusions du Conseil de Bruxelles. Sommet extraordinaire : choix des premiers Président du Conseil européen (Herman Van Rompuy) et Haut Représentant de l’Union pour les affaires étrangères et la politique de sécurité (Catherine Ashton). Réunion informelle. |
| 2009  | 10 - 11 décembre | Bruxelles            | Fredrik Reinfeldt      | Conclusions du Conseil de Bruxelles. |

## Période de l'Union européenne après le traité de Lisbonne
Avec l'entrée en vigueur du traité de Lisbonne en 2010, c'est le président du Conseil européen qui préside de manière permanente ces réunions et non le chef d'État ou gouvernement du pays dont le ministre des Affaires étrangères exerce la présidence tournante du Conseil de l'Union européenne. Il est élu à la majorité qualifiée et ne doit exercer aucun mandat national.

### Présidence d'Herman Van Rompuy (2010 - 2014)
| Année | Date             | Lieu      | Notes |
| ----- | ---------------- | --------- | --- |
| 2010  | 11 février       | Bruxelles | Conclusions du Conseil européen. Réunion informelle. |
| 2010  | 26 - 27 mars     | Bruxelles | Conclusions du Conseil européen. |
| 2010  | 7 mai            | Bruxelles | Déclaration des chefs d'État ou de gouvernement de la zone euro Approbation du programme d'aide d'urgence à la Grèce et accord de principe sur la mise en place de mécanismes susceptibles d'assurer la stabilité financière de la zone euro. |
| 2010  | 17 juin          | Bruxelles | Conclusions du Conseil européen. |
| 2010  | 16 septembre     | Bruxelles | Conclusions du Conseil européen. |
| 2010  | 28 - 29 octobre  | Bruxelles | Conclusions du Conseil européen. Décision d'une modification du traité de Lisbonne. |
| 2010  | 16 - 17 décembre | Bruxelles | Conclusions du Conseil européen. |
| 2011  | 4 février        | Bruxelles | Conclusions du Conseil européen. |
| 2011  | 11 mars          | Bruxelles | Conclusions du Conseil européen. Conseil européen extraordinaire sur la situation en Libye. |
| 2011  | 24 - 25 mars     | Bruxelles | Conclusions du Conseil européen. |
| 2011  | 23 - 24 juin     | Bruxelles | Conclusions du Conseil européen. Économie, immigration (questions relatives aux conséquences migratoires et traité de Schengen à la suite du Printemps arabe, aux frontières intelligentes, à Frontex, etc.) et Croatie.                      |
| 2011  | 23 octobre       | Bruxelles | Conclusions du Conseil européen. |
| 2011  | 26 octobre       | Bruxelles | Conclusions du Conseil européen. Réunion informelle et suite du sommet de la zone euro. |
| 2011  | 8 - 9 décembre   | Bruxelles | Conclusions du Conseil européen. Renforcement de la discipline budgétaire de la zone euro; adhésion de la Croatie. |
| 2012  | 30 janvier       | Bruxelles | Conclusions du Conseil européen. Réunion informelle consacrée à la croissance et à l'emploi. |
| 2012  | 1er - 2 mars     | Bruxelles | Conclusions du Conseil européen. Reconduction de Herman Van Rompuy pour 2 ans et demi. |
| 2012  | 28 - 29 juin     | Bruxelles | Conclusions du Conseil européen. Création d'un mécanisme commun de supervision bancaire, pacte pour la croissance et l'emploi et sommet de la zone euro le 29 juin.                                                                           |
| 2012  | 18 - 19 octobre  | Bruxelles | Conclusions du Conseil de européen. Décision de mise en place progressive d'un superviseur bancaire |
| 2012  | 22 - 23 novembre | Bruxelles | Conclusions du Conseil européen. Conseil européen extraordinaire pour le budget 2014-2020 (échec des négociations) |
| 2012  | 13 - 14 décembre | Bruxelles | Conclusions du Conseil européen. |
| 2013  | 7 - 8 février    | Bruxelles | Conclusions du Conseil européen. |
| 2013  | 14 - 15 mars     | Bruxelles | Conclusions du Conseil de européen. |
| 2013  | 22 mai           | Bruxelles | Conclusions du Conseil européen. |
| 2013  | 27 - 28 juin     | Bruxelles | Conclusions du Conseil européen. |
| 2013  | 24 - 25 octobre  | Bruxelles | Conclusions du Conseil européen. |
| 2013  | 19 - 20 décembre | Bruxelles | Conclusions du Conseil européen. |

### Présidence de Donald Tusk (de 2014 à 2019)
| Année | Date                | Lieu       | Notes |
| ----- | ------------------- | ---------- | --- |
| 2014  | 6 mars              | Bruxelles  | Conclusions du Conseil européen. Réunion extraordinaire sur la situation en Ukraine. |
| 2014  | 20 - 21 mars        | Bruxelles  | Conclusions du Conseil européen. |
| 2014  | 27 mai              | Bruxelles  | Conclusions du Conseil européen. Dîner informel à la suite des élections européennes de 2014. |
| 2014  | 26 - 27 juin        | Bruxelles  | Conclusions du Conseil européen. Désignation de Jean-Claude Juncker comme futur président de la Commission européenne. |
| 2014  | 16 juillet          | Bruxelles  | Conclusions du Conseil de Bruxelles. Discussions à propos de la composition de la Commission Juncker. |
| 2014  | 30 août             | Bruxelles  | Conclusions du Conseil de Bruxelles. Désignation de Donald Tusk et de Federica Mogherini comme futurs président du Conseil et Haut Représentant. |
| 2014  | 23 - 24 octobre     | Bruxelles  | Conclusions du Conseil de Bruxelles. Accord sur le changement climatique. |
| 2014  | 18 - 19 décembre    | Bruxelles  | Conclusions du Conseil européen. |
| 2015  | 12 février          | Bruxelles  | Conclusions du Conseil européen. Réunion informelle. |
| 2015  | 19 - 20 mars        | Bruxelles  | Conclusions du Conseil de Bruxelles. |
| 2015  | 23 avril            | Bruxelles  | Conclusions du Conseil européen. Réunion extraordinaire consacrée à la question des migrants en Méditerranée. |
| 2015  | 25 - 26 juin        | Bruxelles  | Conclusions du Conseil de européen. |
| 2015  | 15 octobre          | Bruxelles  | Conclusions du Conseil européen. |
| 2015  | 17 - 18 décembre    | Bruxelles  | Conclusions du Conseil européen. |
| 2016  | 18 - 19 février     | Bruxelles  | Conclusions du Conseil européen. |
| 2016  | 17 - 18 mars        | Bruxelles  | Conclusions du Conseil européen. |
| 2016  | 28 - 29 juin        | Bruxelles  | Conclusions du Conseil européen. Réunion tenue en deux temps, le 28 juin avec le premier britannique, le 29 juin en tant que « réunion informelle » hors sa présence. Les discussions portent essentiellement sur les conséquences du Brexit. |
| 2016  | 16 septembre        | Bratislava | Résultats de la réunion informelle des dirigeants de l'UE à 27. Réunion informelle des 27 chefs d'État et de gouvernement de l'UE, sans le Royaume-Uni, consacrée à une réflexion politique sur le développement d'une UE à 27 États membres. Adoption de la feuille de route de Bratislava. |
| 2016  | 20 - 21 octobre     | Bruxelles  | Conclusions du Conseil européen. Principaux sujets à l'ordre du jour : migrations (immigration illégale, code frontières Schengen révisé de 2016), commerce, relations avec la Russie et situation en Syrie, suivi de la feuille de route de Bratislava. |
| 2016  | 15 décembre         | Bruxelles  | Conclusions du Conseil européen. Principaux sujets à l'ordre du jour : migrations (mise en œuvre de l'accord Turquie-UE, renforcement de l'Agence européenne de garde-frontières et de garde-côtes), relations extérieures et sécurité (PSDC), développement économique et social et jeunesse, question de Chypre. |
| 2017  | 3 février           | La Valette | Résultats de la réunion informelle des dirigeants de l'UE. Réunion informelle des chefs d'État ou de gouvernement de l'UE consacrée aux mesures pour endiguer le flux de migrants en situation irrégulière passant de la Libye en Italie, puis à Vingt-Sept aux préparatifs du 60e anniversaire des traités de Rome. |
| 2017  | 9 - 10 mars         | Bruxelles  | Conclusions du Conseil européen. Réélection de Donald Tusk comme président du Conseil européen et examen des sujets suivants : emploi, croissance et compétitivité, sécurité et défense, migrations, Balkans occidentaux et parquet européen. |
| 2017  | 22 mars             | Rome       | Conclusions du Conseil européen. Réunion des Vingt-Sept à Rome pour le 60e anniversaire des traités de Rome (CEE et EURATOM), consacrée à une réflexion sur l'état et l'avenir de l'Union européenne,. |
| 2017  | 29 avril            | Bruxelles  | Conclusions du Conseil européen. Réunion extraordinaire du Conseil européen consacrée aux négociations sur le Brexit. |
| 2017  | 22 - 23 juin        | Bruxelles  | Conclusions du Conseil européen. Principaux sujets à l'ordre du jour : sécurité et défense, accord de Paris sur le changement climatique, Brexit, emploi, croissance et compétitivité, migrations, Europe numérique. |
| 2017  | 19 - 20 octobre     | Bruxelles  | Conclusions du Conseil européen du 19 octobre et du 20 octobre. Principaux sujets à l'ordre du jour : programme des dirigeants (programme de travail destiné à orienter l'action de l'UE à l'avenir), migrations, Europe numérique, sécurité et défense, relations extérieures et négociations sur le Brexit. |
| 2017  | 14 - 15 décembre    | Bruxelles  | Conclusions du Conseil européen du 14 décembre et du 15 décembre. Principaux sujets à l'ordre du jour : sécurité et défense (établissement de la CSP), importance des dimensions sociales, éducatives et culturelles dans la construction de l'Europe, changement climatique, migrations, négociations sur le Brexit, sommet de la zone euro.                                                                            |
| 2018  | 23 février          | Bruxelles  | Résultats de la réunion informelle des dirigeants de l'UE à 27. Réunion informelle des 27 chefs d'État ou de gouvernement. Principaux sujets à l'ordre du jour : cadre financier pluriannuel (CFP) de l'UE pour la période 2021-2027 et questions institutionnelles. |
| 2018  | 22 - 23 mars        | Bruxelles  | Conclusions du Conseil européen du 22 mars et du 23 mars. Principaux sujets à l'ordre du jour : affaires économiques, sujets urgents de politique extérieure (Turquie, Russie après l'attaque de Salisbury). En configuration à vingt-sept (Article 50) : point sur les négociations avec le Royaume-Uni (Brexit). Sommet de la zone euro à dix-neuf.                                                                    |
| 2018  | 28 - 29 juin        | Bruxelles  | Conclusions du Conseil européen du 28 juin et du 29 juin. Principaux sujets à l'ordre du jour : questions migratoires (dans un contexte de fortes tensions entre les États membres), sécurité et défense, économie et finances, innovation numérique, et relations extérieures. En configuration à vingt-sept (Article 50) : point sur les négociations avec le Royaume-Uni (Brexit). Sommet de la zone euro à dix-neuf. |
| 2018  | 19 - 20 septembre   | Salzbourg  | Résultats de la réunion informelle des dirigeants de l'UE à 27. Réunion informelle des chefs d'État ou de gouvernement de l'UE, consacrée à la sécurité intérieure, aux migrations et au Brexit. |
| 2018  | 17 - 18 octobre     | Bruxelles  | Conclusions du Conseil européen. Le Conseil se tient en deux parties : le 17 octobre, dîner de travail des dirigeants de l'UE à 27 (article 50) consacré au Brexit, le 18 octobre réunion à 28 consacrée aux migrations et à la sécurité intérieure, suivie d'un Sommet de la zone euro. |
| 2018  | 25 novembre         | Bruxelles  | Conclusions de la réunion extraordinaire du Conseil européen. Les dirigeants de l'UE à 27 (article 50) se réunissent pour approuver l'accord de retrait du Royaume-Uni et une déclaration politique fixant le cadre des relations futures entre l'UE et le Royaume-Uni. |
| 2018  | 13 - 14 décembre    | Bruxelles  | Conclusions du Conseil européen. L'accord de retrait britannique est confirmé et aucune renégociation n'est envisagée. |
| 2019  | 21 - 22 mars        | Bruxelles  | Conclusions du Conseil européen Les dirigeants de l'UE à 27 (article 50) reportent du 29 mars au 12 avril la date butoir pour l'adoption par la Chambre des communes du Royaume-Uni de l'accord de retrait. |
| 2019  | 10 avril            | Bruxelles  | Conclusions du Conseil européen (article 50) Les dirigeants de l'UE à 27 (article 50) reportent du 12 avril au 31 octobre 2019 la date butoir pour l'adoption par la Chambre des communes du Royaume-Uni de l'accord de retrait. |
| 2019  | 9 mai               | Sibiu      | Résultats de la réunion informelle des chefs d'État ou de gouvernement de l'UE |
| 2019  | 28 mai              | Bruxelles  | Résultats du dîner informel des chefs d'État ou de gouvernement de l'UE |
| 2019  | 20-21 juin          | Bruxelles  | Résultats du Conseil européen Les dirigeants de l'UE adoptent le programme stratégique de l'UE pour 2019-2024 et des conclusions relatives au changement climatique, à la désinformation et aux menaces hybrides, ainsi qu'aux relations extérieures de l'UE. Les dirigeants ne parviennent pas à un accord sur les nominations aux plus hautes fonctions de l'UE.                                                       |
| 2019  | 30 juin - 2 juillet | Bruxelles  | Conclusions de la réunion extraordinaire du Conseil européen Les dirigeants européens parviennent à un accord sur les nominations en vue du prochain cycle institutionnel. |
| 2019  | 17-18 octobre       | Bruxelles  | Résultats du Conseil européen Le Conseil européen valide le nouvel accord relatif à la sortie de l'Union européenne du Royaume-Uni. |

### Présidence de Charles Michel (2019 à 2024)
Charles Michel est le président du Conseil européen depuis le 1er décembre 2019, date également d'entrée en fonction de la nouvelle Commission européenne dirigée par Ursula von der Leyen.
| Année | Date              | Lieu            | Notes |
| ----- | ----------------- | --------------- | --- |
| 2019  | 12-13 décembre    | Bruxelles       | Résultats du Conseil européen Les conclusions portent sur le changement climatique, le budget à long terme, les relations extérieures, l'Union économique et monétaire et le Brexit. |
| 2020  | 20-21 février     | Bruxelles       | Résultats du Conseil européen extraordinaire Les Vingt-Sept ne parviennent pas à un accord sur le cadre financier pluriannuel 2021-2027 de l'UE. |
| 2020  | 10 mars           | Visioconférence | Réunion exceptionnelle du Conseil européen par vidéoconférence sur la pandémie de Covid-19 Les dirigeants ont fait le point sur la pandémie et identifié quatre priorités à l'échelle de l'UE : limiter la propagation du virus Covid-19, fournir du matériel médical à tous les États membres, promouvoir la recherche, et faire face aux conséquences socio-économiques.                                                                                                |
| 2020  | 17 mars           | Visioconférence | Deuxième réunion exceptionnelle du Conseil européen par vidéoconférence sur la pandémie de Covid-19 |
| 2020  | 26 mars           | Visioconférence | Troisième réunion exceptionnelle du Conseil européen par vidéoconférence sur la pandémie de Covid-19 |
| 2020  | 23 avril          | Visioconférence | Quatrième réunion exceptionnelle du Conseil européen par vidéoconférence sur la pandémie de Covid-19 |
| 2020  | 19 juin           | Visioconférence | Cinquième réunion exceptionnelle du Conseil européen par vidéoconférence sur la proposition relative à un nouvel instrument de relance faisant suite à la pandémie de Covid-19 et au cadre financier pluriannuel (CFP) pour la période 2021-2027, présentée par la Commission européenne. |
| 2020  | 17-21 juillet     | Bruxelles       | Résultats du Conseil européen extraordinaire Le Conseil européen adopte des conclusions sur le plan de relance « Next Generation EU » et le cadre financier pluriannuel pour la période 2021-2027. |
| 2020  | 1-2 octobre       | Bruxelles       | Résultats du Conseil européen extraordinaire Les conclusions portent sur l'impact économique de la Covid-19 (marché unique, politique industrielle, dimension numérique) et les relations extérieures (situation en Méditerranée orientale, Biélorussie, conflit du Haut-Karabakh). |
| 2020  | 15-16 octobre     | Bruxelles       | Résultats du Conseil européen Les conclusions portent sur la pandémie de Covid-19, les relations entre l'UE et le Royaume-Uni, le changement climatique et les relations extérieures de l'UE. |
| 2020  | 29 octobre        | Visioconférence | Résultats du Conseil européen en vidéoconférence Les échanges ont porté sur l'intensification de l'effort collectif déployé pour lutter contre la Pandémie de Covid-19 en Europe. |
| 2020  | 19 novembre       | Visioconférence | Vidéoconférence des membres du Conseil européen Les échanges ont porté sur trois sujets relatifs à la pandémie de Covid-19 en Europe : stratégie de tests, vaccination et levée des restrictions. |
| 2020  | 10-11 décembre    | Bruxelles       | Résultats du Conseil européen Accord entre les Vingt-Sept sur le plan de relance et la réduction des émissions de gaz à effet de serre dans l'UE. |
| 2021  | 21 janvier        | Visioconférence | Vidéoconférence des membres du Conseil européen Les échanges ont porté sur des sujets relatifs à la pandémie de Covid-19 en Europe : dépistage, vaccination, mesures pour limiter la propagation des variants. |
| 2021  | 25-26 février     | Visioconférence | Vidéoconférence des membres du Conseil européen Les échanges ont porté sur trois sujets : pandémie de COVID-19, sécurité et défense, relations avec le voisinage méridional. |
| 2021  | 25 mars           | Visioconférence | Vidéoconférence des membres du Conseil européen Les échanges ont porté sur trois sujets principaux : pandémie de COVID-19, relations avec les États-Unis, situation en Méditerranée orientale et relations avec la Turquie. |
| 2021  | 7-8 mai           | Porto           | Réunion informelle des membres du Conseil européen Les dirigeants ont adopté la déclaration de Porto sur les questions sociales et se sont préparés à la réunion des dirigeants de l'UE et de l'Inde qui s'est tenue le 8 mai |
| 2021  | 24-25 mai         | Bruxelles       | Résultats du Conseil européen extraordinaire Les échanges ont porté en priorité sur la Biélorussie par suite de la crise provoquée par l'atterrissage forcé d'un vol Ryanair à Minsk le 23 mai 2021 en vue de l'arrestation de l'opposant Roman Protassevitch. Les dirigeants ont aussi débattu des relations avec la Russie et fait le point sur la pandémie de Covid-19 en Europe.                                                                                      |
| 2021  | 24-25 juin        | Bruxelles       | Conclusions du Conseil européen Les conclusions concernent principalement la politique migratoire de l'UE, les relations avec la Turquie et les relations avec la Russie. |
| 2021  | 21-22 octobre     | Bruxelles       | Conclusions du Conseil européen Les conclusions concernent principalement la Covid-19, les prix de l’énergie, la politique commerciale, les relations extérieures, la politique migratoire de l'UE et la transition numérique. |
| 2021  | 16 décembre       | Bruxelles       | Conclusions du Conseil européen |
| 2022  | 24 février        | Bruxelles       | Conclusions du Conseil européen extraordinaire, consacré à la situation en Ukraine. |
| 2022  | 10-11 mars        | Versailles      | Réunion informelle des chefs d'État ou de gouvernement, consacrée à l'agression de la Russie contre l'Ukraine et à la manière dont l'UE peut renforcer ses capacités de défense, réduire ses dépendances énergétiques et construire une base économique plus solide. |
| 2022  | 24-25 mars        | Bruxelles       | Conseil européen |
| 2022  | 30-31 mai         | Bruxelles       | Conseil européen extraordinaire |
| 2022  | 23-24 juin        | Bruxelles       | Conclusions du Conseil européen Ce Conseil européen est dominé par la décision des Vingt-Sept d'accorder à l'Ukraine et à la Moldavie le statut de pays candidats à l'Union européenne. |
| 2022  | 7 octobre         | (CPE) Prague    | Conseil européen informel - Pas de conclusions officielles. Les sujets abordés par les dirigeants européens sont la guerre menée par la Russie contre l'Ukraine et la crise de l'énergie. |
| 2022  | 20-21 octobre     | Bruxelles       | Conclusions du Conseil européen Le Conseil européen rejette l'annexion illégale de régions d'Ukraine par la Russie, et condamne le soutien de la Biélorussie et de l'Iran à l'armée russe. Le Conseil européen s'accorde sur les grandes lignes de mesures pour faire face à la crise de l'énergie, qui doivent être urgemment précisées par le Conseil et la Commission.                                                                                                 |
| 2022  | 15 décembre       | Bruxelles       | Conclusions du Conseil européen Le Conseil européen décide d'intensifier son aide humanitaire et en matière de protection civile à l'Ukraine, demande au Conseil de poursuivre ses travaux relatifs à la coordination des mesures visant à faire face à la crise énergétique. |
| 2023  | 9 février         | Bruxelles       | Conclusions du Conseil européen extraordinaire sur l'Ukraine, l'économie, les migrations, ainsi que des points divers comprenant le dialogue entre Belgrade et Pristina et le tremblement de terre en Turquie et en Syrie. |
| 2023  | 23 mars           | Bruxelles       | Conclusions du Conseil européen sur l'Ukraine, la compétitivité, le marché unique et l'économie, l'énergie, les relations extérieures et la politique migratoire. |
| 2023  | 29 et 30 juin     | Bruxelles       | Conclusions du Conseil européen sur la poursuite du soutien à l'Ukraine, la solidité et la résilience économiques à long terme dans l'UE, ainsi que les migrations, les relations de l'UE avec la Chine et des relations extérieures. |
| 2023  | 6 octobre         | (CPE) Grenade   | Réunion informelle des chefs d'État ou de gouvernement concernant les priorités à long terme en ce qui concerne le renforcement de l'autonomie stratégique de l'UE. |
| 2023  | 17 octobre        | Visioconférence | Vidéoconférence des membres du Conseil européen sur la situation en Israël et dans la bande de Gaza. |
| 2023  | 26 et 27 octobre  | Bruxelles       | Conclusions du Conseil européen sur la situation actuelle au Proche-Orient, le maintien du soutien à l'Ukraine, et la révision du budget à long terme de l'UE pour la période 2021-2027. |
| 2023  | 14 et 15 décembre | Bruxelles       | Conclusions du Conseil européen sur la poursuite du soutien à l'Ukraine, la situation au Proche-Orient, la révision à mi-parcours du budget de l'UE 2021-2027, la sécurité et la défense de l'Europe, les migrations, la lutte contre l'antisémitisme, le racisme et la xénophobie, ainsi que sur le programme stratégique de l'UE pour la période 2024-2029. |
| 2024  | 1er février       | Bruxelles       | Conclusions du Conseil européen extraordinaire portant principalement sur la révision à mi-parcours du budget pluriannuel de l'UE 2021-2027 ainsi que sur la situation en Ukraine et au Moyen-Orient. |
| 2024  | 21-22 mars        | Bruxelles       | Conclusions du Conseil européen sur l'Ukraine, la sécurité et la défense, le Proche-Orient, l'élargissement, les relations extérieures, les migrations, la réaction aux crises, l'agriculture ainsi que le Semestre européen ; entretien avec le secrétaire général de l'ONU, António Guterres (géopolitique et défis mondiaux) ; célébration des 30 ans de l'accord sur l'Espace économique européen avec les ministres de l'Islande, du Liechtenstein et de la Norvège. |
| 2024  | 17-18 avril       | Bruxelles       | Conclusions de la réunion extraordinaire du Conseil européen, portant sur l'Ukraine, la Turquie, le Moyen-Orient et un nouveau pacte pour la compétitivité européenne. |
| 2024  | 27 juin           | Bruxelles       | Conclusions du Conseil européen. Accord sur les désignations et nominations aux plus hautes fonctions de l'UE. Adoption du programme stratégique pour 2024-2029. Adoption des conclusions sur l'Ukraine, le Moyen-Orient, la sécurité et défense, la compétitivité, les migrations, la mer Noire, la Moldavie, la Géorgie, les menaces hybrides, la lutte contre l'antisémitisme, le racisme et la xénophobie, ainsi qu'une feuille de route sur les réformes internes.   |
| 2024  | 17 octobre        | Bruxelles       | Conclusions du Conseil européen portant sur l'Ukraine, le Moyen-Orient, la Moldavie, la Géorgie, le respect d' un ordre international fondé sur des règles, la compétitivité et les migrations. |
| 2024  | 7-8 novembre      | Budapest        | Réunion informelle des chefs d'État ou de gouvernement qui adoptent la Déclaration de Budapest sur le nouveau pacte pour la compétitivité européenne |

### Présidence d'António Costa depuis 2024
António Costa est le président du Conseil européen depuis le 1er décembre 2024, date également d'entrée en fonction de la Commission von der Leyen II.
| Année | Date        | Lieu      | Notes |
| ----- | ----------- | --------- | --- |
| 2024  | 19 décembre | Bruxelles | Conclusions du Conseil européen, consacré à la situation en Ukraine et au Moyen-Orient ainsi qu'aux enjeux de sécurité de l'UE. |
| 2025  | 3 février   | Bruxelles | Séance de réflexion informelle des dirigeants de l'UE sur la défense européenne, en ce qui concerne notamment le renforcement des capacités collectives, et la manière d'utiliser au mieux le budget de l'UE, de mobiliser des fonds privés et de renforcer les partenariats stratégiques. |
| 2025  | 6 mars      | Bruxelles | Réunion extraordinaire du Conseil européen, avec la participation du président ukrainien, Volodymyr Zelensky. Adoption par les Vingt-Sept de conclusions portant sur la nécessité de « continuer d'augmenter considérablement les dépenses consacrées à la sécurité et à la défense de l'Europe ». Adoption par les États membres, sauf la Hongrie, d'un texte sur le soutien de l'UE à l'Ukraine et les principes à respecter dans la négociation d'une paix. |
| 2025  | 20-21 mars  | Bruxelles | Conseil européen |